# Premios Gemini
Los premios Gemini  son los premios concedidos por la industria de la televisión y la radiodifusión de Canadá. Son el equivalente a los premios Emmy de Estados Unidos.
Los premios comenzaron a entregarse en 1986. Corrientemente los premios son otorgados en 87 categorías. Estos premios se entregaron a programas de televisión y radiodifusión en inglés, su contraparte canadiense en el idioma francés son los Prix Gémeaux. La última vez que se entregaron fue en 2011. Desde entonces estos premios y los Premios Genie fueron sustituidos por los Canadian Screen Awards, una fusión entre ambos.
- Los premios Gemini dirigidos a los mejores de la televisión y cine cuya nacionalidad principal sea la canadiense y versión original sea el inglés.
- Los Prix Gémeaux, que premia a los mejores en la televisión y cine cuya nacionalidad principal sea la canadiense y versión original sea el francés.
- Los premios Canadian Screen Awards dirigidos a los mejores de la televisión y cine cuya nacionalidad principal sea la canadiense y versión original da exactamente igual la que sea.

- Datos: Q923408